# Campeonato de División Intermedia 1928 (Argentina)
El Campeonato de División Intermedia 1928 fue la decimoctava edición del torneo y la vigésimo novena temporada de la tercera categoría.
El certamen contó con un nuevo participante: Sarandí, campeón de Segunda División.
El Torneo consagró campeón a Acassuso, que obtuvo el ascenso.

## Ascensos y descensos
| Pos.  | Ascendidos a Primera División B 1928 |
| ----- | ------------------------------------ |
| 1°    | Unión (C)                            |
| Prom. | Gutenberg                            |
| Prom. | San Telmo                            |

| Pos. | Ascendidos de Segunda División 1927 |
| ---- | ----------------------------------- |
| SF   | Sarandí                             |

| Descendidos de Primera División B 1927 |
| -------------------------------------- |
| No hubo                                |

## Fase final
| Pos. | Equipo      | Pts. | J | G | E | P |
| ---- | ----------- | ---- | - | - | - | - |
| 1°   | Acassuso    | 10   | 6 | 4 | 2 | 0 |
| 2°   | Caseros     | 7    | 6 | 2 | 3 | 1 |
| 3°   | Albión      | 6    | 6 | 1 | 3 | 2 |
| 4°   | Isla Maciel | 2    | 6 | 0 | 2 | 4 |

|  | Campeón. Ascendió a Primera División B. |